# Liste von Barbarastraßen
Barbarastraßen sind oft nach der Schutzpatronin Barbara von Nikomedien benannt. Häufig sind sie in Bergbauregionen anzutreffen, da Barbara von Nikomedien unter anderem die Schutzpatronin der Bergleute ist. Manchmal existieren auch Sankt-Barbara-Straßen, bzw. St.-Barbara-Straßen oder Barbarawege.
Im Fall der Münchner Barbarastraße wird die Heilige Barbara als Schutzpatronin der Artillerie verehrt.
Aber auch die Chanson-Sängerin und -Komponistin Barbara und die Industriellentochter Barbara Krupp wurden mit der Benennung einer Straße geehrt.

## Liste von Barbarastraßen in Deutschland (Auswahl)
| Artikel            | Ort              | Frühere Namen | Jahr der Benennung | Besonderheiten                                    |
| ------------------ | ---------------- | ------------- | ------------------ | ------------------------------------------------- |
| Barbarastraße      | Berlin-Lankwitz  |               |                    |                                                   |
| Barbarastraße      | Bochum-Hofstede  |               |                    | Nahe der ehemaligen Zeche Hannibal                |
| Barbarastraße      | Dortmund-Mengede |               |                    | Nahe der ehemaligen Zeche Adolf von Hansemann     |
| Barbarastraße      | Euskirchen       |               |                    | Landesstraße 169                                  |
| Barbarastraße      | Gladbeck         |               |                    | St. Barbara-Hospital, Barbarastraße 1             |
| Barbarastraße      | Halle (Saale)    |               |                    |                                                   |
| Barbarastraße      | Köln-Riehl       |               |                    |                                                   |
| Barbarastraße      | Osnabrück        |               |                    | führt durch das Gelände der Universität Osnabrück |
| St.-Barbara-Straße | Saarbrücken      |               |                    |                                                   |
| Barbarastraße      | Waltrop          |               |                    |                                                   |